# 寶可繽紛趣
《歡迎光臨！寶可夢咖啡店　～拌拌繽紛趣～》又稱《寶可繽紛趣》，原名《Pokémon Café Mix》，是一款由日本工作室Genius Sonority开发的益智游戏。游戏于2020年6月24日发行，由任天堂发行任天堂Switch版，宝可梦公司发行Android和iOS版。游戏采用本体免费、道具收费的营业模式。

## 玩法
在遊戲中，玩家將作為寶可夢咖啡館的經營者，對於每個前來咖啡館的寶可夢們，玩家需透過消除方塊的益智遊戲玩法來製作料理。每次成功完成訂單後，玩家便可以升級其咖啡館的設備及樓層。此外，玩家提升和寶可夢之間的「友好度」還能使寶可夢成為咖啡館的員工。 

## 開發
2020年6月17日舉辦的「Pokémon Presents」線上發表會中，揭露本作《Pokémon Café Mix》並開放事前登錄，後於同年6月24日發行。
2021年10月28日，本作遊戲玩法大幅改動，並改名為《歡迎光臨！寶可夢咖啡店　～拌拌繽紛趣～》。